# Штука
Штука (лат. Esox lucius) је слатководна, агресивна риба - предатор и врло је бројна у многим водама Европе.

## Опис и грађа
Штука има веома издужено тело, покривено ситном крљушти. Величине је до преко 1,5 m, а достиже масу и до преко 30 kg. Права је мишићна опруга, која јој омогућава да при нападу постигне почетно убрзање до 11 m/s², што је рекорд међу рибама, али максимална брзина пливања штуке не прелазе 60 км/ч. тако да у случају неуспешног напада, штука брзо одустаје од гоњења плена. Да штука постигне изузетно почетно убрзање омогућава јој снажно развијено репно пераје, и сразмерно дебела репна дршка, уз, спреда ваљкаст, зашиљен облик тела који лако пробија воду са додатном пропулзивном површином а далеко позади и међусобно блиско, наспрамно постављена непарна пераја. Моћно оружје за хватање плена су штукина велика уста, пуна оштрих зуба различитог облика и величине, постављених на свим костима главеног скелета у виличном и језичном пределу. Код напада и узимања хране, штука хвата плен са бока, окреће га напред главом и тако га гута. Уз помоћ снажне мускулатуре уста и ждрела, штука је у стању да простор усне дупље вишеструко прошири, а како јој је и желудац веома растегљив, то и релативно мањим, ситнијим штукама омогућава гутање крупног плена.

## Навике, станиште, распрострањеност
Штука је у Србији риба низијских вода – река, језера и бара. Према непоузданим подацима, нарасте до 1,5 па и 2m и 34 kg масе. Знатно су реалнији подаци о тежини до 15 kg. Животни век штуке је око 40 година. Штука је предаторска врста која, већ после два месеца живота при дужини од неколико сантиметара прелази на исхрану рибом. Инстинкт штуке је толико јак да се млађ, у случају неповољних услова за пролећни мрест других врста и његово кашњење, храни припадницима своје врсте који заостају у расту. Већ у априлу и мају се дуж обраслих обала река, бара и канала могу се видети ситне штуке, постројене без покрета, у положају очекивања плена. Са завршетком прве сезоне живота, у зависности од услова, штуке достигну и 30 cm дужине. Током прве године се интензивно хране сваким пленом који могу да прогутају, не бирајући храну, а највише једу најчешћу врсту рибе у свом окружењу. У случајевима када истребе све рибе око себе штуке постају немилосрдни канибали. Одрасле штуке се осим рибом хране и жабама, ситним воденим птицама и неопрезним ситним сисарима. Штуке се активно хране углавном преко дана.

## Размножавање
Штука се мрести крајем зиме, од фебруара до априла. У мрест први пут улази са 3 - 4 године старости. Женка, у зависности од величине, полаже од 16.000 до 75.000 комада икре, чија инкубација, после оплођења траје 10 до 15 дана. Након 1,5 - 2 месеца, са порастом до дужине 3 - 5 cm, прелази на исхрану рибом, а то се дешава у време пропливавања млађих гргеча и риба из породице Cyprinidae.